# Комарова Галина Михайлівна
Гали́на Миха́йлівна Комаро́ва (нар. 18 (30) березня 1877, Острогозьк Воронезької губернії — 3 лютого 1938, Одеса) — українська поетка, перекладачка. Донька діяча українського національного відродження Михайла Комарова.

## Життєпис
Через хворобу вчилася вдома, отримала добру домашню освіту. Майже все життя прожила в Одесі.
Писала під псевдонімом Галина Комарівна. Перші поезії з'явилися друком 1900 року в журналі «Літературно—науковий вісник».
Цикл віршів, опублікований у збірнику «На вічну пам'ять Котляревському» — 1904, високо оцінив Іван Франко.
У своїй поетичній творчості орієнтувалася на поезію Лесі Українки — була з нею в дружніх стосунках.
У 1904 році в Одесі опублікована її поема «Роксолана», 1905 — поетична збірка «Починок». Друкувалася в журналах «Киевская старина» й «Нова громада», альманахах.
За радянських часів працювала редактором в Одеському відділенні Державного видавництва України.

## Родина
Батько — Михайло Комаров.
Сестри: Маргарита і Любов, перекладачки; Віра — художник-графік; Леоніда. Брати: Богдан та Юрій.